# Martin Konvička
Martin Konvička (* 2. listopadu 1969 Opava) je entomolog specializující se na lepidopterologii, docent působící na Jihočeské univerzitě, překladatel z angličtiny a protiislámský politický aktivista. Byl nejznámějším představitelem iniciativy Islám v České republice nechceme a později též předsedou od ní odvozeného Bloku proti islámu, který byl v květnu 2016 nahrazen Iniciativou Martina Konvičky. Široce známým se stal především pro svou hlasitou a nevybíravou kritiku islámu. Za své islamofobní výroky o namletí muslimů do masokostní moučky a koncentračních táborech byl trestně stíhán.

## Život a profesní dráha
Je potomkem českého otce a řecké matky – uprchlice z prokomunistické skupiny ELAS v době řecké občanské války. Označuje se za ateistu.
V době sametové revoluce v roce 1989 byl na Přírodovědecké fakultě Univerzity Palackého v Olomouci členem celouniverzitního stávkového výboru. Patří mezi odpůrce zásahů do národního parku Šumava a osobně se účastnil i protestů proti tamnímu kácení.
Na Přírodovědecké fakultě Univerzity Palackého v Olomouci vystudoval zoologii. Doktorský titul získal později na katedře zoologie Biologické fakulty Jihočeské univerzity (JČU). V roce 2008 byl na Jihočeské univerzitě habilitován docentem pro obor zoologie po obhajobě habilitační práce na téma „Denní motýli a efektivní ochrana přírody“.
Od 90. let se zabýval ekologií a etologií denních motýlů s přesahy k jiným živočichům. Zajímá se o společenské dopady ekologického myšlení. Hlavním bodem jeho výzkumů jsou příčiny ohrožení určitých druhů hmyzu a možné způsoby jejich ochrany. Ekologii a ochraně přírody se věnuje v Entomologickém ústavu AV ČR. Mimo to přednáší na Přírodovědecké fakultě Jihočeské univerzity v Českých Budějovicích. Mezi vědci je uznávaným entomologem a je také spoluautorem prvního komplexního atlasu výskytu současných i historických druhů motýlů na území České republiky. Etologii motýlů zkoumá jak v České republice, tak i v zahraničí, zejména ve Středomoří. Jeho autorská publikační činnost zahrnuje velké množství odborných i populárních textů ve vědeckých časopisech a několik ucelených monografií nebo jejich částí. Je vedoucím pracovníkem laboratoře temperátní biodiverzity při JČU, která se zabývá ekologickými problémy mírného pásu a specificky evolucí rozličných druhů motýlů.
Martin Konvička je ženatý.
Martin Konvička byl kritikem české vlády, opozice i chování velké části veřejnosti během pandemie covidu-19. Byl odpůrcem tzv. promořování populace.

## Protiislámský aktivismus

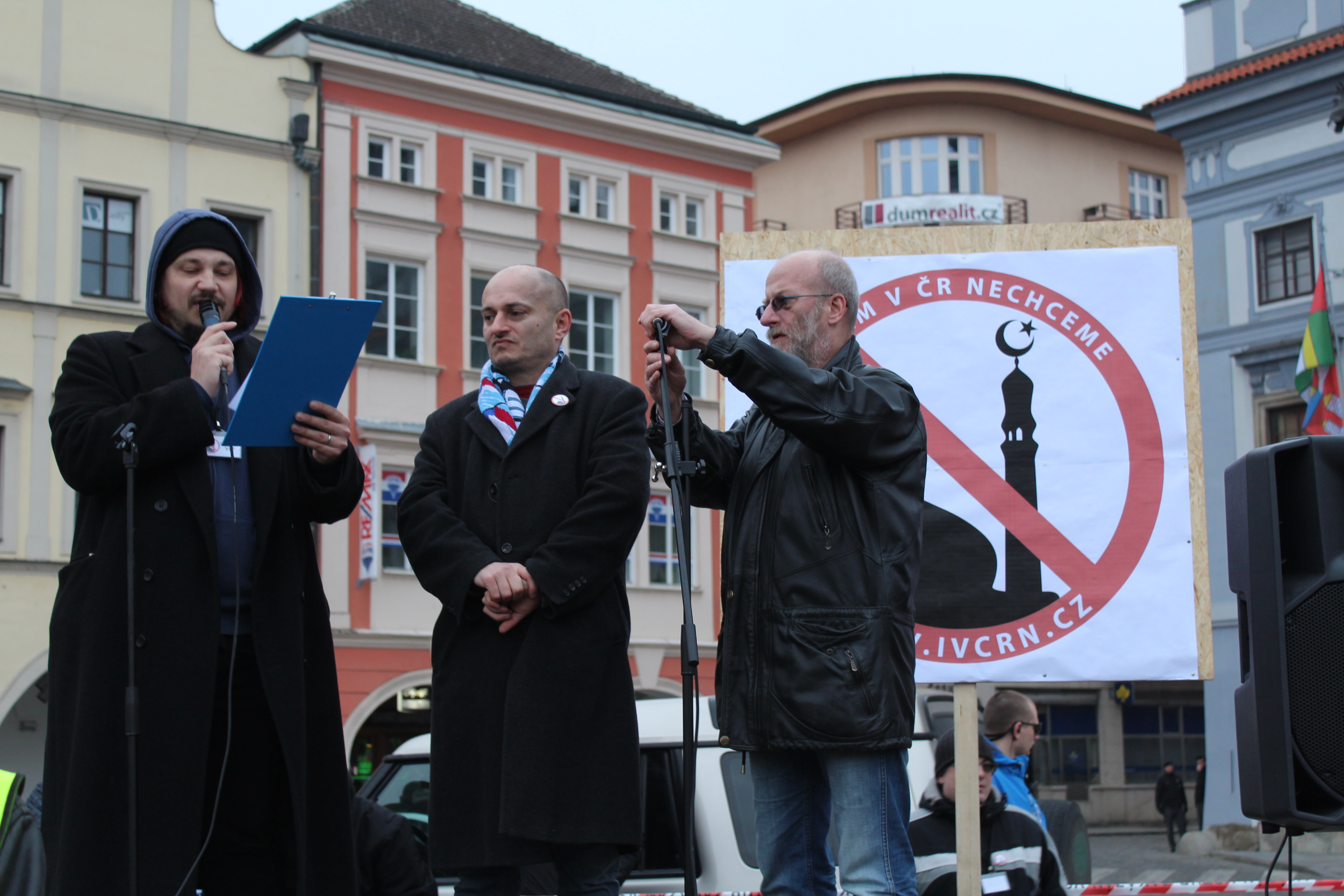
Miroslav Adamec, Martin Konvička a David Štěpán na akci iniciativy IVČRN (14. března 2015, České Budějovice)

### Veřejné působení
V letech 2014 a zejména pak 2015 se stal široce známým pro svoji otevřenou a často nevybíravou kritiku islámu. Nárůst veřejného povědomí o jeho osobě je dán především obavami značné části populace z rozšiřování vlivu islámu v České republice, souvisejícími s teroristickými útoky islamistů v Evropě, aktivitami organizace Islámský stát i Evropskou migrační krizí. Studiu islámu se začal věnovat již dříve, po teroristických útocích 11. září 2001. V červenci roku 2009 spoluzakládal facebookovou komunitu nazvanou Islám v České republice nechceme (IvČRN), se kterou začal takto získané poznatky sdílet. Postupem času se počet facebookových příznivců této stránky, se kterou je Konvička nejvýrazněji spjatý, zvyšoval a v lednu 2016 dosáhl počtu více než 163 000 osob; poté byla komunita zablokována ze strany Facebooku kvůli údajně nenávistným příspěvkům a aktivisté přesunuli svou činnost na záložní stránku. V první polovině roku 2015 oznámil záměr vstoupit do politiky. V červnu 2015 jako „nadstavba“ iniciativy Islám v ČR nechceme pro tyto účely vznikl spolek Blok proti islámu (BPI), jehož předsedou se stal Martin Konvička. Ve své funkci byl následně potvrzen v prosinci téhož roku na volebním sněmu BPI. Konvička původně zamýšlel, že Blok proti islámu bude sdružovat kandidáty vícero politických stran a hnutí s protiislámskými názory. Po neúspěšných jednáních se zástupci Strany svobodných občanů, SPD Tomia Okamury a také ODS však plány přehodnotil; nejprve spolupracoval s Úsvitem – Národní Koalice, ale od května 2016 se jeho hnutí osamostatnilo.
Docent Konvička se věnuje problematice islámu a dlouhodobě varuje před jeho šířením v Evropě. Zastává názor, že islám by měl být právně postaven na úroveň nacismu, včetně zákazu jeho propagace a veřejného vyznávání. Sám sebe označuje jako „amatérského deislamizátora“. Podle tvrzení experta Strany zelených na zahraniční politiku Šádího Shanaáha v srpnu roku 2011 spoluzakládal a byl jednou z vedoucích osob sdružení Czech Defence League (CzDL); to bylo Ministerstvem vnitra hodnoceno jako extremistické a posléze zaniklo. Pro své názory je někdy označován jako takzvaný islamofob, člověk používající zkreslující a zjednodušující argumenty a mající předsudky vůči islámu. Jihočeská univerzita jako jeho zaměstnavatel se od Konvičkových aktivit a postojů k islámu počátkem roku 2014 distancovala a označila je za jeho soukromou záležitost.

### Působení v médiích
Dne 28. ledna 2015 byl hostem pořadu České televize Hyde park, kde hovořil o svém pohledu na islám v českém i evropském kontextu, mj. také oznámil záměr na právní napadení islámu. Názory na jeho vystoupení jsou odlišné; někteří analytici kritizovali moderátorku pořadu Barboru Kroužkovou za údajně jednostranně vedený rozhovor a ponižující otázky směrem ke Konvičkovi, další odborníci hodnotili pořad jako standardní. Podle studentského projektu Demagog.cz, který se věnuje ověřování faktické správnosti výroků především politiků, uvedl z celkem devatenácti ověřovaných tvrzení pět pravdivých proti šesti nepravdivým a čtyřem zavádějícím výrokům, přičemž další čtyři nedokázali studenti prověřit. Na stránkách Deníku Referendum pravdivost jeho výroků zpochybnila Klára Popovová z projektu Muslimové očima českých školáků, který Konvička v pořadu napadal.

#### Trestní stíhání
Dne 12. srpna 2015 se zúčastnil interview v internetové televizi DVTV. Zde v rozhovoru s Martinem Veselovským nastínil svoji další politickou strategii poté, co vláda Bohuslava Sobotky nereagovala na petici proti imigračním kvótám, iniciovanou organizací Islám v České republice nechceme. Vyjadřoval se zde také ke svým kontroverzním výrokům z Facebooku, kvůli kterým byl později obviněn z podněcování k nenávisti; Konvička zde své výroky relativizoval a označil je za úlety. Podle svých vyjádření tlumil podporovatele, kteří „křičeli 'střílet, střílet'“ a jeho cílem je tlumit strach z islámu.

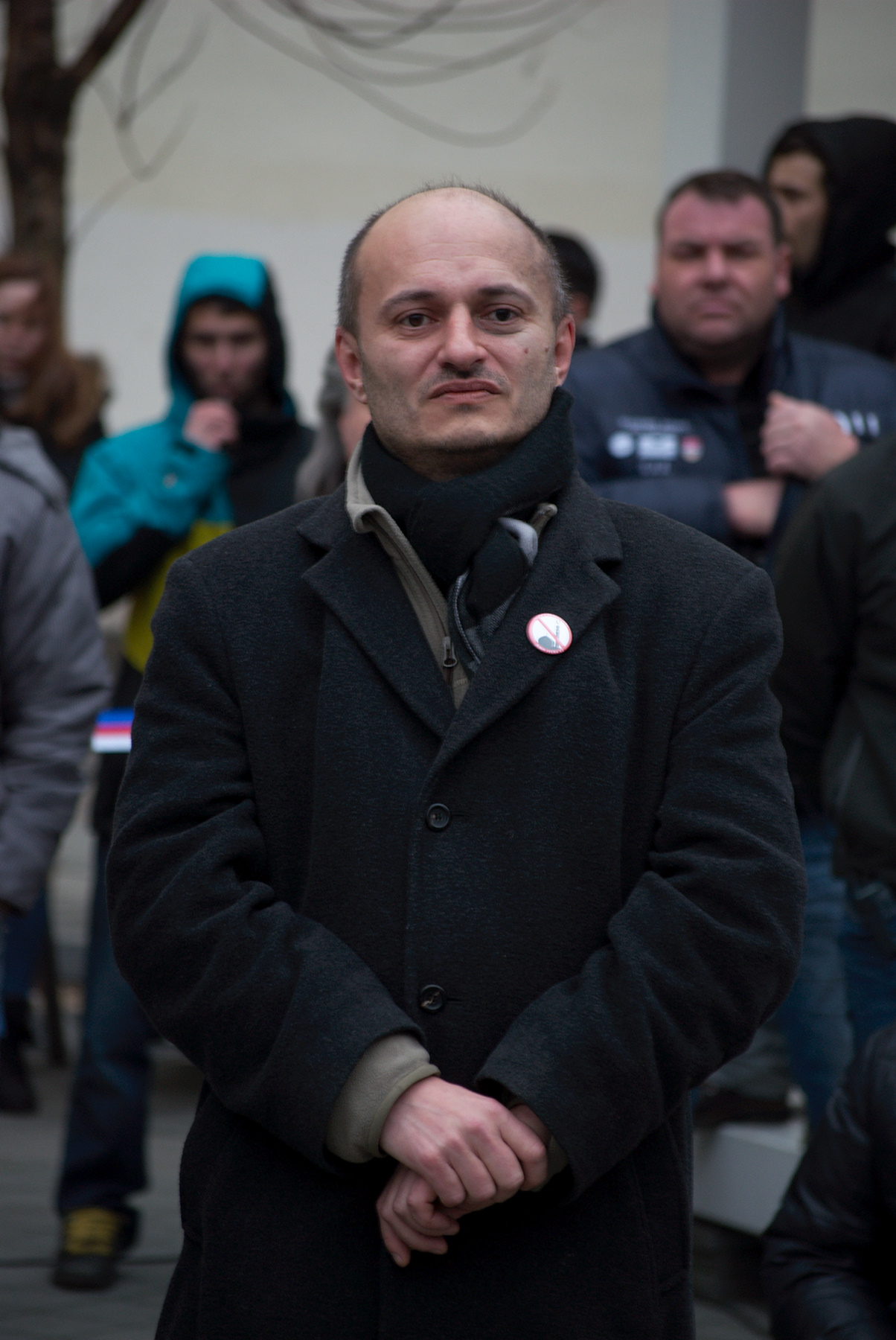
Martin Konvička na protestní akci

Mezi kritizované příspěvky z diskuzí na Facebooku, jejichž autorem je Konvička, patří výrok o tom, že by příznivce islámu zbavil některých občanských práv: „I za cenu překopání zákonů, zavření hranic, militarizace společnosti a ano, klidně i zbavování občanských práv těch 12–16 procent populace, která s islámem sympatizuje.“ Konvička se brání tím, že samotný výrok byl součástí delšího příspěvku a je údajně vytržený z kontextu a dodává, že podobný přístup je uplatňován i v případě komunistické a nacistické ideologie. Na Facebooku také uvedl: „A jako vítězové voleb vás, milí muslimové, nameleme do masokostní moučky.“
Za tyto výroky na něj podala jablonecká státní zástupkyně Věra Nováková trestní oznámení. Sám Konvička později označil tento výrok za přehnaný, jiní zdůrazňují metaforický význam. V další diskuzi docent Konvička napsal, že v případě povstání příznivců teroristické organizace Islámský stát, k čemuž podle něj může dojít za padesát let, je připraven zavést koncentrační tábory pro muslimy, bojující v jeho řadách: „Kdyby došlo k nejhoršímu, koncentráky pro muslimy naštěstí budou, ne bohužel.“ Část jiného Konvičkova diskuzního příspěvku ze sociálních sítí, který citovala organizace Human Rights Watch ve své kritice šíření projevů nenávisti v české společnosti, směřuje k samozvanému Islámskému státu: „A znovu říkám: PLYN, vzteklinu je třeba tlumit všemi legitimními prostředky.“ Konvičkovo stíhání bylo po dvou letech zastaveno "neboť nebylo prokázáno, že skutek, který je předmětem vyšetřování, spáchal obviněný,"

### Spojení s Úsvitem
V září 2015 politické hnutí Úsvit - Národní koalice oznámilo, že ve volbách do krajských zastupitelstev a do senátu v roce 2016 a ve volbách do Poslanecké sněmovny v roce 2017 bude kandidovat společně s Blokem proti islámu. Volebním superlídrem tohoto uskupení a zároveň jeho mluvčím se měl stát právě Martin Konvička. V lednu 2016 pak Konvička oznámil, že bude kandidovat jako jednička v krajských volbách v Jihočeském kraji.
Dne 18. listopadu 2015 policie obvinila Martina Konvičku z podněcování k nenávisti vůči muslimům, konkrétně z trestného činu podněcování k nenávisti vůči skupině osob nebo k omezování jejich práv a svobod, za který by mu v případě odsouzení mohl být uložen trest půlročního až tříletého vězení. Důvodem bylo pět jeho příspěvků v diskuzích v polouzavřených skupinách na Facebooku mezi lety 2011 a 2014. Martin Konvička o celé kauze mluví jako o záměrně vykonstruovaném procesu s cílem odstranit ho z politiky; dodává, že se jednalo jen o pár navzájem nesouvisejících výroků z více než 10 000 příspěvků, které napsal na této sociální síti. Konvičkův Blok proti islámu označil obvinění za útok na svobodu slova a občanské svobody. Jeho advokátka Klára Samková podala proti obvinění stížnost a prohlásila ho za politicky motivované. Státní zástupce stížnost proti obvinění zamítl.
V únoru 2016 mu byl odstraněn jeho blog na iDNES.cz poté, co byl vyhodnocen jako blog nesoucí znaky politické reklamní kampaně. Pravidelně vystupuje jako řečník na demonstracích proti islámu pořádaných iniciativou Islám v ČR nechceme, Blokem proti islámu, hnutím Úsvit a dalšími subjekty. Zúčastnil se např. demonstrací 30. června v Praze, 28. října v Ostravě, 17. listopadu 2015 v Praze nebo 6. února 2016 tamtéž. Tvrdil, že není zaměřen primárně proti muslimům, ale proti islámu, který označil za „zrůdnou ideologii“ a opakovaně se vyslovil pro jeho zákaz. Dle některých kritiků používá zjednodušující argumenty vytržené z kontextu, které interpretuje ve svůj prospěch.
V dubnu 2016 na něj českobudějovický státní zástupce Josef Richtr podal obžalobu za údajné podněcování k nenávisti vůči skupině osob nebo k omezování jejich práv a svobod. Důvodem byly některé jeho výroky publikované na internetu.
Koncem dubna 2016 jako předseda Bloku proti islámu ukončil spolupráci s hnutím Úsvit-Národní Koalice, s nímž měl jeho spolek společně kandidovat v několika volbách v letech 2016 a 2017. Důvodem údajně bylo, že Úsvit chtěl díky Bloku proti islámu pouze získat poslanecká křesla. Podle bývalého místopředsedy Bloku proti islámu Petra Hampla se tím strana dostala do značných finančních obtíží, protože nebyla schopna financovat plánovanou volební kampaň za 60 milionů korun.
Martin Konvička také uvedl, že s kampaní mu pomáhal i expředseda VV Vít Bárta. Kvůli jeho radě, že by mohl prostřednictvím spojení s Úsvitem vydělat 60 milionů, je dnes[kdy?] Martin Konvička předmětem trestního řízení.
Martin Konvička také zmínil, že Úsvit neplnil své závazky. Na to se Úsvit ohradil, že už „vytiskl více než 7 milionů kusů novin, investoval statisíce do facebookové reklamy a zorganizoval více než sedmdesát veřejných debat po celé republice“. Proti rozchodu s Úsvitem později protestovala pražská divize Bloku proti islámu s dalšími 12 představiteli strany. Valná většina krajských divizí BPI však s ukončením spolupráce s Úsvitem souhlasila.[zdroj⁠?!]

### Vznik samostatné iniciativy
Na začátku května 2016 Martin Konvička oznámil, že plánuje založit vlastní politickou stranu, za kterou se chtějí členové původního Bloku proti islámu ucházet o hlasy voličů. Možné pojmenování této strany, Alternativa pro Česko, se inspiroval u německé populistické pravicové strany Alternativa pro Německo. Tato změna patrně souvisela s faktem, že původní název Úsvit s Blokem proti islámu byl v únoru 2016 ministerstvem vnitra zamítnut, protože název v kombinaci s tezemi programu by podle ministerstva mohl budit přesvědčení, že strana nehodlá uznat stejná lidská práva osobám s odlišným vyznáním.
Alternativu pro Česko v dubnu 2016 podpořil i exprezident Václav Klaus.
Květnový sjezd BPI následně rozhodl o rozpadu Bloku proti islámu, resp. jeho transformaci do nového hnutí. Spory nastaly ohledně místopředsedkyně Jany Volfové, kvůli které několik delegátů opustilo sál. Martina Konvičku po sjezdu někteří jeho členové kritizovali za údajné vulgarity namířené proti Janě Volfové. Lidé kolem docenta Konvičky se rozhodli nakonec své hnutí pojmenovat Iniciativa Martina Konvičky, protože název Alternativa pro Česko byl mezitím obsazen bývalým místopředsedou BPI Petrem Hamplem.

### Panika na Staroměstském náměstí
V srpnu 2016 Martin Konvička s příznivci způsobil paniku na Staroměstské náměstí, když v rámci akce oznámené jako divadelní představení vjel na velbloudu s vojenským džípem a zahájil střelbu do vzduchu z maket zbraní, které policie před akcí zkontrolovala. Podle slov organizátorů mělo jít o imitaci okupace islamisty. Některé místní restaurace zveřejnily videozáznam lidí v panice hledajících bezpečný ukryt před domnělou střelbou. Policie ale po chvíli zareagovala na naléhání bývalých Konvičkových stranických kolegů a akci ukončila. Podle Konvičky k žádné panice nedošlo, nicméně odborníci na právo se shodovali na tom, že policie měla akci ihned poté, co vyšel najevo její charakter, zarazit. Šetření GIBS žádné pochybení ze strany policie neprokázalo. Celá akce byla prošetřována policií jako šíření poplašné zprávy a později překlasifikována na trestný čin výtržnictví. Policejní vyšetřování nepoukázalo, že by došlo ke spáchání trestnému činu, a bylo zastaveno počátkem roku 2017. Přestupkové řízení vedené Městským úřadem Prahy 1 bylo rovněž odloženo bez potrestání.

### Kandidatura do Senátu v roce 2016 a 2018
Oproti někdejším plánům na vstup do podzimních krajských voleb Konvička v červenci ohlásil, že hnutí kandidovat nebude. Nakonec se pak rozhodl kandidovat ve volbách do Senátu PČR v roce 2016 v obvodu č. 13 - Tábor za hnutí Alternativa pro Českou republiku 2017 (APAČI 17). Jeho hnutí nakonec skončilo na předposledním místě, nicméně on sám to označil za úspěch. Martin Konvička uvedl, že by se po volbách rád věnoval své práci entomologa. V roce 2017 policie rozhodla, že Konvičkova „islamistická invaze“ na Staroměstské náměstí není trestným činem.
Ve volbách do Senátu PČR v roce 2018 kandidoval jako nestraník za hnutí NEZÁVISLÍ v obvodu č. 71 – Ostrava-město. Se ziskem 4,26 % hlasů skončil na 8. místě.

### Poškozování dobrého jména Jihočeské univerzity
Kvůli opakovanému používání vulgarit se etická komise Jihočeské univerzity v roce 2019 usnesla, že „snižuje kredit“ univerzity a „zjevně poškozuje“ její dobré jméno.

## Tvorba

### Knihy
Martin Konvička je autorem, resp. spoluautorem sedmi knih:
- Ohrožený hmyz nížinných lesů: ochrana a management (autoři Martin Konvička, Lukáš Čížek, Jiří Beneš, vydala Sagittaria, Olomouc, 1. vydání 2004, 2. vydání 2006)
- Ohrožený hmyz nelesních stanovišť: ochrana a management (autoři Martin Konvička, Jiří Beneš, Lukáš Čížek, vydala Sagittaria, Olomouc, 2005)
- Motýli České republiky – Rozšíření a ochrana, I. a II. (editoři Jiří Beneš, Martin Konvička et al., Společnost pro ochranu motýlů, Praha, 2002).[12]
- Denní motýli v Krkonoších: atlas rozšíření (autoři Oldřich Čížek, Adam Malkiewicz, Jiří Beneš, Martin Konvička a další, vydala Správa Krkonošského národního parku, 2015)[76]
- Ecology of Butterflies in Europe (editoři Josef Settele, Tim Shreeve, Martin Konvička, Hans Van Dyck, Cambridge University Press, Cambridge, 2009)
- Sex, drogy a islám (autor Martin Konvička, vydal Lukáš Lhoťan, 2014)[77]
- Martin Konvička (autor Miroslav Adamec, Eva Hrindová, Martin Konvička, předml. Klára Samková, dosl. Petr Hampl, vyd. Naštvané matky z.s., Olomouc, 2016)[78]

### Překlady
Martin Konvička přeložil do konce roku 2015 z angličtiny více než 30 knih. Mimo jiné to jsou:
- Xavier Crement: Kokoti jsou věční : kde je najít? : jak se jich zbavit?
- Xavier Crement: Spiknutí kokotů : je vůbec šance je zastavit?
- Draja Mickaharic: Praktická magie : základní kniha magického umění
- Peter Padfield: Himmler : Reichsführer SS
- David Irving: Zkáza Drážďan
- Bret Easton Ellis: Americké psycho
- Frances A. Yates: Rozenkruciánské osvícenství : fascinující pohled do historie, alchymie a událostí
- William S. Burroughs: Ohyzdný duch
- B.E. Ellis: Pravidla přitažlivosti
- Janet Biehlová, Peter Staudenmaier: Ekofašismus : poučení z německé zkušenosti
- Matt Ridley: O původu ctnosti
- Matt Ridley: Červená královna
- Susan Blackmoreová: Teorie memů